# Epinotia
Epinotie
Genre
Epinotia, les Epinoties, est un genre très large de lépidoptères de la famille des Tortricidae, les Tordeuses.

## Liste des espèces
Selon GBIF (6 mars 2025) et Lépi'Net :
- Epinotia abbreviana (Fabricius, 1794), l'Epinotie de l'Orme
- Epinotia abnormana Kuznetzov, 1973
- Epinotia absconditana (Walker, 1863)
- Epinotia aciculana Falkovitsh, 1965
- Epinotia albangulana (Walsingham, 1879)
- Epinotia albicapitana (Kearfott, 1907)
- Epinotia albiguttata (Oku, 1974)
- Epinotia algeriensis Chambon, 1990
- Epinotia anepenthes Razowski & Trematerra, 2010
- Epinotia aquila Kuznetzov, 1968
- Epinotia araea Diakonoff, 1983
- Epinotia arctostaphylana (Kearfott, 1904)
- Epinotia aridos Freeman, 1960
- Epinotia atacta Diakonoff, 1992
- Epinotia autonoma Falkovitsh, 1965
- Epinotia autumnalis Oku, 2005
- Epinotia balsameae Freeman, 1965
- Epinotia biangulana (Walsingham, 1879)
- Epinotia bicolor (Walsingham, 1900)
- Epinotia bicordana Heinrich, 1923
- Epinotia bigemina Heinrich, 1923
- Epinotia bilunana (Haworth, 1811), l'Epinotie lunulée
- Epinotia bispina Razowski & Wojtusiak, 2008
- Epinotia biuncus Razowski & Wojtusiak, 2008
- Epinotia bricelus Diakonoff, 1992
- Epinotia brunnichana (Linnaeus, 1767), l'Epinotie de Brünnich
- Epinotia bushiensis Kawabe, 1980
- Epinotia canthonias (Meyrick, 1920)
- Epinotia caprana (Fabricius, 1798), l'Epinotie du Saule marsault
- Epinotia caracae Razowski & Becker, 2014
- Epinotia castaneana (Walsingham, 1895)
- Epinotia cedricida Diakonoff, 1969, l'Epinotie des Cèdres
- Epinotia celtisana (Riley, 1881)
- Epinotia cercocarpana (Dyar, 1903)
- Epinotia chalsocia Razowski & Becker, 2014
- Epinotia chloizans Razowski & Wojtusiak, 2006
- Epinotia cineracea Nasu, 1991, l'Epinotie grise du Tremble
- Epinotia cinereana (Haworth, 1811)
- Epinotia clasta Diakonoff, 1983
- Epinotia columbia (Kearfott, 1904)
- Epinotia contrariana (Christoph, 1882)
- Epinotia corylana McDunnough, 1925
- Epinotia coryli Kuznetzov, 1970
- Epinotia crenana (Hübner, 1814-1817), l'Epinotie de Flumet
- Epinotia cruciana (Linnaeus, 1761), l'Epinotie du Saule cendré
- Epinotia dalmatana (Rebel, 1891), l'Epinotie de l'Ail
- Epinotia demarniana (Fischer von Röslerstamm, 1839), l'Epinotie sylvicole
- Epinotia densiuncaria Kuznetzov, 1985
- Epinotia deruptana (Kennel, 1901)
- Epinotia digitana Heinrich, 1923
- Epinotia dorsifraga Diakonoff, 1970
- Epinotia emarginana (Walsingham, 1879)
- Epinotia ephemerana Brown & Brown, 2018
- Epinotia ethnica Heinrich, 1923
- Epinotia evidens Kuznetzov, 1971
- Epinotia exquisitana (Christoph, 1882)
- Epinotia festivana (Hübner, 1796-1799), l'Epinotie endimanchée
- Epinotia fraternana (Haworth, 1811), l'Epinotie affine
- Epinotia fujisawai Kawabe, 1993
- Epinotia fumoviridana Heinrich, 1923
- Epinotia gimmerthaliana (Lienig & Zeller, 1846)
- Epinotia granitana (Herrich-Schäffer, 1851), l'Epinotie du Pin
- Epinotia griseiblema Razowski & Becker, 2014
- Epinotia hamptonana (Kearfott, 1875)
- Epinotia hesperidana (Kennel, 1921)
- Epinotia heucherana Heinrich, 1923
- Epinotia hopkinsana (Kearfott, 1907)
- Epinotia huatuscana Razowski & Becker, 2014
- Epinotia huroniensis Brown, 1980
- Epinotia hypsidryas (Meyrick, 1925)
- Epinotia immaculata Peiu & Nemes, 1968
- Epinotia immundana (Fischer von Röslerstamm, 1839), l'Epinotie de l'Aulne
- Epinotia improvisana Heinrich, 1923
- Epinotia infessana (Walsingham, 1900)
- Epinotia infuscana (Walsingham, 1879)
- Epinotia javierana Razowski & Pelz, 2007
- Epinotia johnsonana (Kearfott, 1907)
- Epinotia kasloana McDunnough, 1925
- Epinotia keiferana Lange, 1937
- Epinotia ketamana (Amsel, 1956)
- Epinotia kochiana (Herrich-Schäffer, 1851), l'Epinotie de la Sauge
- Epinotia lanceata Razowski, 1999
- Epinotia lantana Busck, 1910
- Epinotia latiloba Razowski & Trematerra, 2010
- Epinotia lindana (Fernald, 1892)
- Epinotia lomonana (Kearfott, 1907)
- Epinotia maculana (Fabricius, 1775), l'Epinotie cendrée du Tremble
- Epinotia madderana (Kearfott, 1907)
- Epinotia majorana (Caradja, 1916)
- Epinotia medioplagata (Walsingham, 1895)
- Epinotia mediostria Razowski & Wojtusiak, 2010
- Epinotia medioviridana (Kearfott, 1908)
- Epinotia melanosticta (Wileman & Stringer, 1929)
- Epinotia mercuriana (Frölich, 1828), l'Epinotie des pierriers
- Epinotia meritana Heinrich, 1923
- Epinotia miscana (Kearfott, 1907)
- Epinotia mniara Diakonoff, 1992
- Epinotia momonana (Kearfott, 1907)
- Epinotia monticola Kawabe, 1993
- Epinotia myricana McDunnough, 1933
- Epinotia nanana (Treitschke, 1835), l'Epinotie naine
- Epinotia nemorivaga (Tengström, 1848), l'Epinotie de la Busserole
- Epinotia nigralbana (Walsingham, 1879)
- Epinotia nigralbanoidana McDunnough, 1929
- Epinotia nigricana (Herrich-Schäffer, 1851), l'Epinotie noire du Sapin
- Epinotia nigristriana Budashkin & Zlatkov, 2011
- Epinotia nigrovenata Razowski & Pelz, 2010
- Epinotia nisella (Clerck, 1759), l'Epinotie changeante
- Epinotia niveipalpa Razowski, 2009
- Epinotia nonana (Kearfott, 1907)
- Epinotia normanana Kearfott, 1907
- Epinotia notoceliana Kuznetzov, 1985
- Epinotia palmqvisti Hellberg & Bengtsson, 2016
- Epinotia parki Bae, 1997
- Epinotia pentagonana (Kennel, 1901)
- Epinotia perijana Wojtusiak & Razowski, 2013
- Epinotia phorminx Razowski & Becker, 2014
- Epinotia phyloeorrhages Diakonoff, 1970
- Epinotia piceae (Issiki, 1961)
- Epinotia piceicola Kuznetzov, 1970
- Epinotia pinicola Kuznetzov, 1969
- Epinotia plumbolineana Kearfott, 1907
- Epinotia potosicola Razowski & Becker, 2014
- Epinotia prepuncus Razowski, 2016
- Epinotia pullata (Falkovitsh, 1962)
- Epinotia pulsatillana (Dyar, 1903)
- Epinotia purpuriciliana (Walsingham, 1879)
- Epinotia pusillana (Peyerimhoff, 1863), l'Epinotie brune du Sapin
- Epinotia pygmaeana (Hübner, 1796-1799), l'Epinotie pygmée
- Epinotia radicana (Heinrich, 1923)
- Epinotia ramella (Linnaeus, 1758), l'Epinotie des rameaux
- Epinotia rasdolnyana (Christoph, 1882)
- Epinotia rectiplicana (Walsingham, 1879)
- Epinotia removana McDunnough, 1935
- Epinotia rubiginosana (Herrich-Schäffer, 1851), l'Epinotie des Conifères
- Epinotia rubricana Kuznetzov, 1968
- Epinotia ruidosana Heinrich, 1923
- Epinotia runtunica Razowski & Wojtusiak, 2009
- Epinotia sagittana McDunnough, 1925
- Epinotia salicicolana Kuznetzov, 1968
- Epinotia seorsa Heinrich, 1924
- Epinotia septemberana Kearfott, 1907
- Epinotia signatana (Douglas, 1845), l'Epinotie du Prunellier
- Epinotia signiferana Heinrich, 1923
- Epinotia silvertoniensis Heinrich, 1923
- Epinotia sinuncus Razowski & Becker, 2014
- Epinotia slovacica Patočka & Jaroš, 1991, l'Epinotie slovaque
- Epinotia solandriana (Linnaeus, 1758), l'Epinotie à trapèze
- Epinotia solicitana (Walker, 1863)
- Epinotia sordidana (Hübner, 1823-1824), l'Epinotie sordide.
- Epinotia sotipena Brown, 1987
- Epinotia sperana McDunnough, 1935
- Epinotia sticta Razowski & Becker, 2014
- Epinotia subocellana (Donovan, 1806), l'Epinotie claire
- Epinotia subplicana (Walsingham, 1879)
- Epinotia subsequana (Haworth, 1811), l'Epinotie subséquente
- Epinotia subuculana (Rebel, 1903)
- Epinotia subviridis Heinrich, 1929
- Epinotia takabotti Nasu, 2018
- Epinotia tecta Sumpich, 2011
- Epinotia tedella (Clerck, 1759), l'Epinotie de l'Epicea
- Epinotia tenerana (Denis & Schiffermüller), 1775, l'Epinotie du Noisetier
- Epinotia terracoctana (Walsingham, 1879)
- Epinotia tetraquetrana (Haworth, 1811), l'Epinotie anguleuse
- Epinotia thaiensis Kawabe, 1995
- Epinotia thapsiana (Zeller, 1847), l'Epinoptie de la Thapsie
- Epinotia tianshanensis Liu & Nasu, 1993
- Epinotia transmissana (Walker, 1863)
- Epinotia trigonella (Linnaeus, 1758), l'Epinotie triangulaire
- Epinotia trossulana (Walsingham, 1879)
- Epinotia tsugana Freeman, 1967
- Epinotia tsurugisana Oku, 2005
- Epinotia ulmi Kuznetzov, 1966
- Epinotia ulmicola Kuznetzov, 1966
- Epinotia unisignana Kuznetzov, 1962
- Epinotia vagana Heinrich, 1923
- Epinotia vertumnana (Zeller, 1875)
- Epinotia vorana (Strand, 1920)
- Epinotia walkerana (Kearfott, 1907)
- Epinotia wrighti Brown & Brown, 2018
- Epinotia xandana (Kearfott, 1907)
- Epinotia xyloryctoides Diakonoff, 1992
- Epinotia yoshiyasui Kawabe, 1989
- Epinotia zamorata Razowski, 1999
- Epinotia zamorlojae Razowski & Wojtusiak, 2008
- Epinotia zandana (Kearfott, 1907)

## Taxonomie
Le nom valide complet (avec auteur) de ce taxon est Epinotia Hübner, 1825.

### Nom français
Ce taxon porte en français le nom vulgarisé et normalisé « Epinotie ».

### Synonymie
Epinotia a pour synonymes :
- Acalla Hübner, 1825
- Astatia Hübner, 1825
- Asthenia Hübner, 1825
- Cartella Guenée, 1845
- Ccalla Caradja, 1916
- Curtella Stainton, 1859
- Epinotis Kearfott, 1907
- Evertia Matsumura, 1931
- Evetria Hübner, 1825
- Griselda Heinrich, 1923
- Hamuligera Obraztsov, 1946
- Hikagehamakia Oku, 1974
- Hypermecia Guenée, 1845
- Lithographia Stephens, 1852
- Neurasthenia Pierce & Metcalfe, 1922
- Paedisca Treitschke, 1830
- Pamplasia Desmarest, 1857
- Pamplusia Guenée, 1845
- Panoplia Hübner, 1825
- Paragrapha Sodoffsky, 1837
- Phlaeodes Guenée, 1845
- Phloeodes South, 1884
- Podisca Guenée, 1845
- Poecilochroma Stephens, 1829
- Proteopteryx Walsingham, 1879
- Steganoptera Herrich-Schäffer, 1851
- Steganoptica Moffat, 1889
- Steganoptycha Stephens, 1829